# マンティ

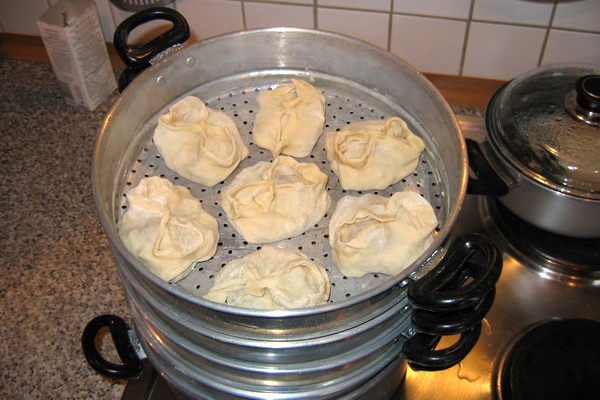
カザフスタン料理やウズベキスタン料理、タジキスタン料理でよく見られるマンティ

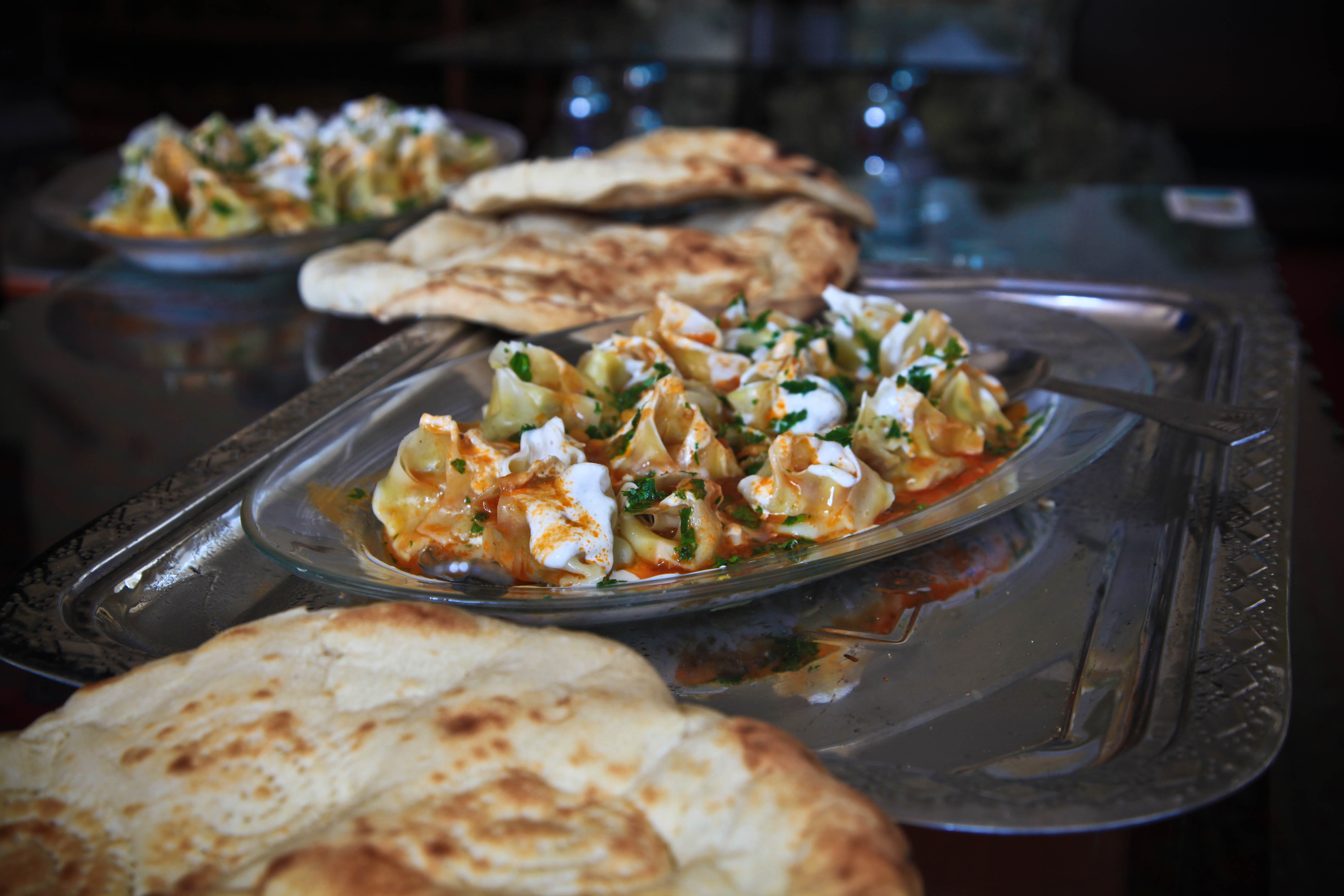
アフガニスタンのマントゥ

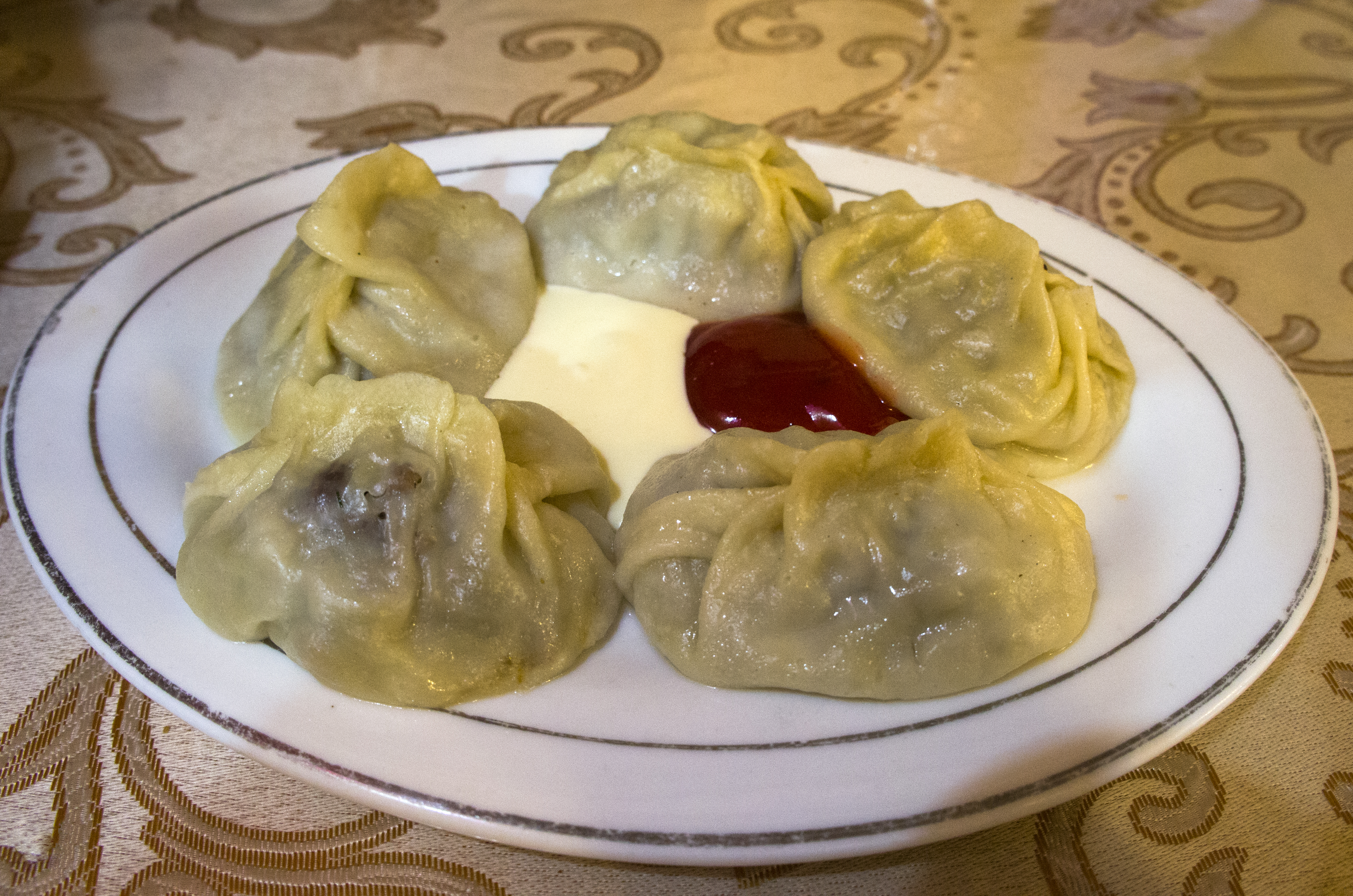
カザフスタンのマンティ

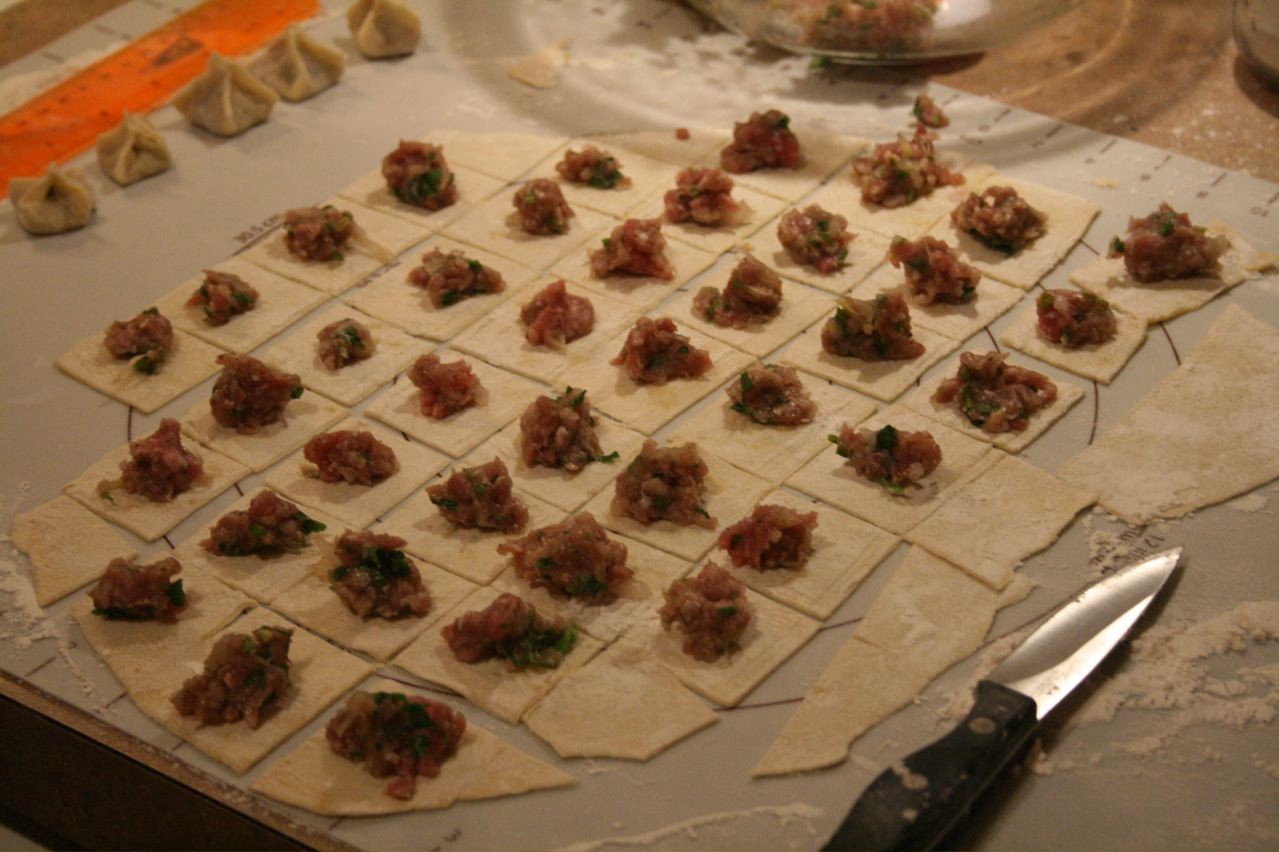
マンティを作る様子

マンティ（ラテン文字: Manti、アルメニア語: մանթի、カザフ語: manty, манты、トルコ語: mantı、マントゥとも呼ばれる）は小麦粉を練って作った生地に具材を詰めて調理した、中央アジアやトルコ、コーカサス地域、中国北西部で一般的な料理である。マンティという語は東アジアの饅頭や包子、マンドゥ、そしてネパールのモモと密接な関係があると考えられている。マンティは通常香辛料で味をつけた羊肉もしくは牛ひき肉を生地の中に詰め、茹でるもしくは蒸して作る。マンティという語は単複の区別なく使用される。

## 歴史
マンティは中央アジアからアナトリア半島に至るまでの範囲に広く見られる料理であり、モンゴル帝国からティムール朝にかけて行われたテュルク民族の移動によって広まったと考えられている。テュルクとモンゴルの遊牧民は移動の際に火を焚いてすぐに茹でることが出来るように、凍ったもしくは乾燥させたマンティを食料として持ち運んだとされている。トルコでは、「Tatar böregi」 (タタール人のブレクを意味する) とも呼ばれ、これは遊牧民との関連が深い料理であることを示している。15世紀半ば、オスマン帝国時代のレシピが残っており、この時代にはマンティは潰した羊肉と砕いたひよこ豆を混ぜあわせて蒸し、砕いたニンニクを混ぜたヨーグルトを上からかけた後スーマックを散りばめて供されていた。マンティは旧ソビエト連邦内にあった国で人気のある料理であり、マンティはウズベク・ソビエト社会主義共和国 (ウズベクSSR) など中央アジアの共和国から広まったと考えられている。

## アルメニア料理
アルメニアのマンティは他の地域のマンティははっきりとした違いが有り、通常蒸すのではなく焼くもしくは揚げて調理され、大きさも小さい傾向にある。アルメニア料理では、マンティには細切れにした羊肉もしくは牛肉 (牛肉はあまり一般的ではない) に、みじん切りにしたタマネギと様々なその他の香辛料を加えて作る。マンティはまず最初にバターで軽く炒めた後、トマトをベースにした出汁で茹でるもしくは蒸し上げられ、ガーリックヨーグルトを上に乗せて供される。また、焼いた後に鶏肉ベースの出汁をかけて供されることもある。乾燥させたスーマックや胡椒が味付けのためヨーグルトとともに散りばめられる。個々のマンティの大きさは団子のような小さいものから硬貨の大きさまで様々であり、地方や作り手によって様々である。マンティはアルメニア西部地域の人々にとって馴染みのある料理であるが、東部地域のアルメニア人の間では、マンティはヒンガルと呼ばれることが多い。
複数の研究者によると、マンティは13世紀にモンゴル帝国とアルメニアでかわされた同盟の結果、文化交流により初めてキリキア・アルメニア王国に到達した。朝鮮のマンドゥもまた14世紀にモンゴルを通して朝鮮に到達したとされている。しかし、マンティが中東発祥の料理であり、シルクロードを通して朝鮮や中国などの東アジアへと広まっていった可能性を否定する研究者もいる。

## アゼルバイジャン料理
アゼルバイジャン料理では、マンティには細切れにした羊肉にタマネギ、ニンニク、その他様々な香辛料を使用して作られる。マンティは専用のポットの中で蒸し上げられる。通常ビネガー、胡椒、バターなどとともに供される。

## カザフスタン料理
カザフスタン料理では、マンティの詰め物は通常黒胡椒で味をつけて細切れにした羊肉 (牛肉や馬肉を使用することもある) を使用し、カボチャやウリなどを用いる。マンティは様々なレベルの蒸し器を用いて調理され、バターやサワークリーム、タマネギ (ニンニク) ソースをかけて供される。カザフスタンでは屋台の料理としても売られており、屋台では粉状の唐辛子をふりかけてあるものが一般的である。

## キルギス料理
キルギス料理では、マンティは通常、羊肉、牛肉、ジャガイモ、カボチャを用い、羊脂を肉に加えて作成される。調理方法として蒸す、揚げる、茹でるなどが一般的である。マンティは通常バターを上にのせた状態でサワークリーム、トマトソース、新鮮なオニオンリング (ビネガーや黒胡椒と和えたもの) とともに供される。また、ビネガーやチリパウダーで作るソースも一般的である。時間と労力の関係から、マンティの準備は家族総出の作業となる事が多い。

## アフガニスタン料理
アフガニスタン料理では、マントゥには刻んだタマネギや香辛料と和えた生の牛肉もしくは羊肉を詰めて造り、蒸し上げた後一般的に使用されているソース (Seer Maast、ガーリックヨーグルト) 、ドライミントもしくは新鮮なミント、レモンジュース、刻んだもしくは押しつぶしたニンニクを添えて供される。マントゥは砕いた豆やインゲン豆、そしてひき肉を加えたトマトソースを上部に少量かけることが多い。ヨーグルトソースの量は通常トマトソースよりも多く、トマトソースは皿全体に行き渡らせるのではなくマンティの上に飾り付けのように少量盛り付ける。グリーンペッパーやレッドペッパーを使用したソースであるチャトネイがマントゥの上に散りばめられることもある。多くのアフガニスタン人はトマトソースの他、人参を使用したソースを使用したマントゥも好む。

## トルコ料理
トルコ料理では、マントゥは通常上にヨーグルトやニンニクをかけて供され、チリパウダーや溶かしバター、スーマックやドライミントを好みで加えて食べることが多い。トルコには様々なマントゥがあるものの、マントゥの形や提供方法という点に関して最も人気の高いマントゥは「Kayseri Mantisi」と呼ばれる、カイセリで提供されているマントゥである。カイセリのマントゥの特徴はその小ささであり、ヨーグルト、油 (トマトペーストに絡めたもの)、その他の香辛料をかけて供される。カイセリのマントゥは茹で上げる際に使用した水とともに供されることもあり、カイセリではメインディッシュである具に先立ってスープを先に飲む事が多い。もう一つ面白い習慣としては、カイセリでは結婚の準備をする際に、新郎の母親が新婦の家を訪問し、この際に新婦は将来の姑となる相手に対しマンティを準備するという点である。作ったマンティの大きさが小さければ小さいほど、新婦は料理の技能が高いとみなされる。伝統的に将来の姑のために準備されるマンティは非常に小さく、1つのスプーンで40個のマンティが掬えるほどの大きさとなる。マントゥはウズラやニワトリ、ガチョウなどトルコの地域により様々なひき肉が試用される。「boş mantı」 (詰め物をしないマントゥ) もある。トルコのマントゥはイタリアのトルテッリーニに似ている。